# Dan Fascinato
Daniel „Dan” Fascinato (Kanada, Ontario, Guelph, 1961. január 23. –) kanadai jégkorongozó.

## Karrier
Komolyabb junior karrierje az Ontario Hockey League-es Ottawa 67’sben kezdődött 1978-ban Ebben a csapatban 1981-ig játszott. Legjobb idényében 41 pontot szerzett. Az 1980-as NHL-drafton a Colordao Rockies választotta ki a hatodik kör 127. helyén. Az National Hockey League-ben sosem lépett jégre. 1980–1982 között a CHL-es Fort Worth Texansban játszott. 1982–1983-ban játszott a Muskegon Mohawksban (IHL) és a Wichita Windben (CHL). Ezután visszavonult majd az olasz ligában tért vissza 1987–1988-ban majd újra 1990–1991-ben és 1992–1993-ban. Részt vett az 1990-es B csoportos jégkorong-világbajnokságon az olasz válogatottban.